# Врежот
Врежот (грч. Άγιος Λουκάς, Ајос Лукас или Свети Лука) је насељено место у општини Пела у периферији Средишња Македонија, Грчка. Према попису из 2021. године било је 723 становника.
Према бугарском географу и историчару, Василу Канчову, у Врежоту је 1900. године живело 210 Рома и 160 Словена хришћана. 
Године 1924. ромско муслиманско становништво је принудно исељено у Турску, али због маларичности терена (село је поред Ениџевардарског језера) грчке избеглице нису биле насељене. На попису из 1928. године било је 158 житеља Словена. Након исушења језера насељен је већи број избегличких породица, тако је на попису из 1940. године било 613 становника.